# Божићни пањ
Божићни пањ (фр. Bûche de Noël) је традиционални божићни колач, који се често служи као десерт, посебно у Француској, Белгији, Луксембургу, Швајцарској, Вијетнаму,  и Квебеку.
Варијанте се такође служе у САД, Уједињеном Краљевству, Камбоџи, Скандинавији, Португалу, Шпанији и Јапану.
Колач се појавио у 19. веку, вероватно у Француској, пре него што се проширио на друге земље.  Најчешћа комбинација је основни жути колач и чоколадни крем, мада постоје многе варијације које укључују чоколадну торту, ганаш и глазуре зачињене еспресом или ликерима.
Божићни пањ се често сервира са одсеченим крајем и постављеним на врх колача, или вире са стране да личе на одсечену грану. Текстура налик на кору често се добија провлачењем виљушке кроз глазуру и посипањем шећера у праху да личи на снег.  Други украси за торте могу укључивати праве гране дрвећа, свеже бобице и печурке направљене од марципана.

## Традиција
Пре ширења хришћанства, политеистички култови палили су стабло дрвећа неколико дана као жртву боговима како би гарантовали добру жетву за будућу годину. Већ неколико векова, постојао је обичај да се током Бадње вечери на огњишту спали веома велики пањ који мора да гори веома споро, а идеално је да траје дванаест дана (до Нове године) или најмање три дана. По могућству пањ мора бити из стабла воћке на југу (шљива, трешња и маслина) која би гарантовала добар род за наредну годину, али и храста и букве на северу јер су жир попут букве били храна за мушкарце до краја средњег века.